# Teddy Bartram
Pas d'image ? Cliquez ici

a Compétitions nationales et continentales officielles uniquement.

Christopher Edward Bartram dit Teddy Bartram, né en 1857 à Leeds (Angleterre) et mort le 8 février 1927 à Andover (Angleterre), est un joueur et entraîneur de rugby anglais jouant au poste de centre. Après sa carrière en rugby, il devient un joueur de cricket.
Il est connu dans l'histoire du rugby en étant le premier joueur de rugby à devenir professionnel dans les années 1870 et 1880 avant que la Fédération anglaise de rugby à XV impose les règles de l'amateurisme propres au rugby en 1886 et interdit à vie Teddy Bartram à disputer un match de rugby à partir de 1889.

## Biographie
Teddy Bartram a longtemps joué pour le club de rugby de Wakefield et y remporte notamment les titres de Yorkshire Cup en 1879, 1880, 1883 et 1887.
Il devient lors de son arrivée à Wakefield le premier joueur de l'histoire du rugby à devenir professionnel puisque ses frais de déplacements étaient réglés par son club de Wakefield. Les règles de la Yorkshire Rugby Football Union n'imposaient pas alors de lois relatives au professionnalisme et à l'amateurisme. Les premières règles sont inspiraient des règles du Marylebone Cricket Club propres au cricket amateur. Pour contourner cela, le club de Wakefield décide alors d'embaucher Teddy Bartram en tant que secrétaire adjoint pour un salaire annuel de 52 livres sterling. En 1886, la Fédération anglaise de rugby à XV décide de mettre en place l'interdiction de pratique professionnelle du rugby en 1886 et entreprend des sanctions à l'égard de Teddy Bartram. Ce dernier se voit alors interdit de pratique de rugby à vie en 1889. Cette mesure de la Fédération anglaise de rugby aboutira plus tard à la scission des clubs de rugby de Yorkshire qui amène la création du rugby à XIII.
À la suite de son exclusion du rugby, il se reconvertit dans le cricket y devenant joueur, entraîneur et arbitre.